# Daniel Schwaab
Daniel Schwaab (* 23. srpna 1988, Waldkirch) je německý fotbalový obránce, který hraje za prvoligový nizozemský tým PSV Eindhoven.

## Klubová kariéra
Po sestupu Stuttgartu do druhé ligy se Schwaab v létě 2016 upsal nizozemskému klubu PSV Eindhoven. V první sezóně zasáhl do 23 zápasů v nizozemské lize Eredivisii, zahrál si též v Lize mistrů. V další sezóně se prosadil do základní sestavy a pomohl k ligovému vítězství. Smlouva mu zatím běží do léta 2019 (únor 2019).

## Reprezentační kariéra
Trenér Horst Hrubesch jej nominoval na Mistrovství Evropy hráčů do 21 let 2009 konané ve Švédsku, kde mladí Němci získali svůj premiérový titul v této kategorii.

## Úspěchy
SC Freiburg
- 2. Bundesliga
  - 1. místo (2008/09)

PSV Eindhoven
- Eredivisie
  - 1. místo (2017/18)

Německo U21
- Mistrovství Evropy U21
  - 1. místo (2009)